# کوه‌های چین‌خورده

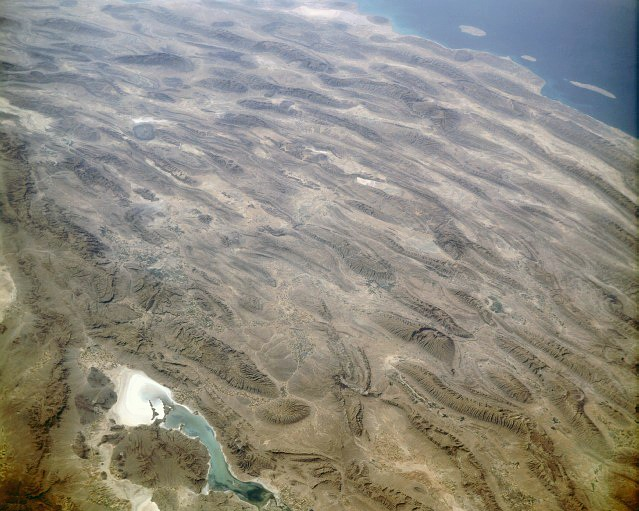
کوه‌های زاگرس از فضا دیده می‌شود.

کوه‌های چین‌خورده (به انگلیسی: Fold mountains)، بر اثر چین‌خوردگی بر روی لایه‌های درونی در بخش بالایی پوسته زمین تشکیل می‌شوند. پیش از توسعه تئوری زمین‌ساخت صفحه‌ای و پیش از اینکه معماری داخلی کمربندهای رانش به خوبی درک شود، این اصطلاح برای توصیف بیشتر کمربندهای کوهستانی، به عنوان مثال، هیمالیا استفاده می‌شد. این اصطلاح هنوز در ادبیات جغرافیای طبیعی نسبتاً رایج است، اما در بیرون از آن کاربرد ندارد.